# Il piccolo gigante
Il piccolo gigante (Little Giant) è un film con Bud Abbott e Lou Costello, meglio noti in Italia come Gianni e Pinotto.

## Trama
Benny Miller viene assunto come venditore porta a porta. Gli viene fatto uno scherzo consistente nel fargli credere che può leggere il pensiero. Questo, però, gli dà la sicurezza in se stesso.

## Produzione
Nel film Abbott e Costello si incontrano in poche scene, come nel film successivo Se ci sei batti due colpi. Solo Costello è il protagonista, mentre Abbott ha una piccola parte. Inoltre non è il solito tipo di film della coppia: ci sono meno gag del solito e il personaggio di Costello ha una definita psicologia, cioè non il personaggio ingenuo degli altri film.